# (4303) Savitskij
(4263) Savitskij ist ein Hauptgürtelasteroid, der am 25. September 1973 von Ljudmyla Schurawlowa am Krim-Observatorium entdeckt wurde.
Der Asteroid wurde 1993 nach Jewgeni Jakowlewitsch Sawizki (1910–1990), dem Vater der Kosmonautin Swetlana Sawizkaja, benannt.